# Kościół Zielonoświątkowy Elim

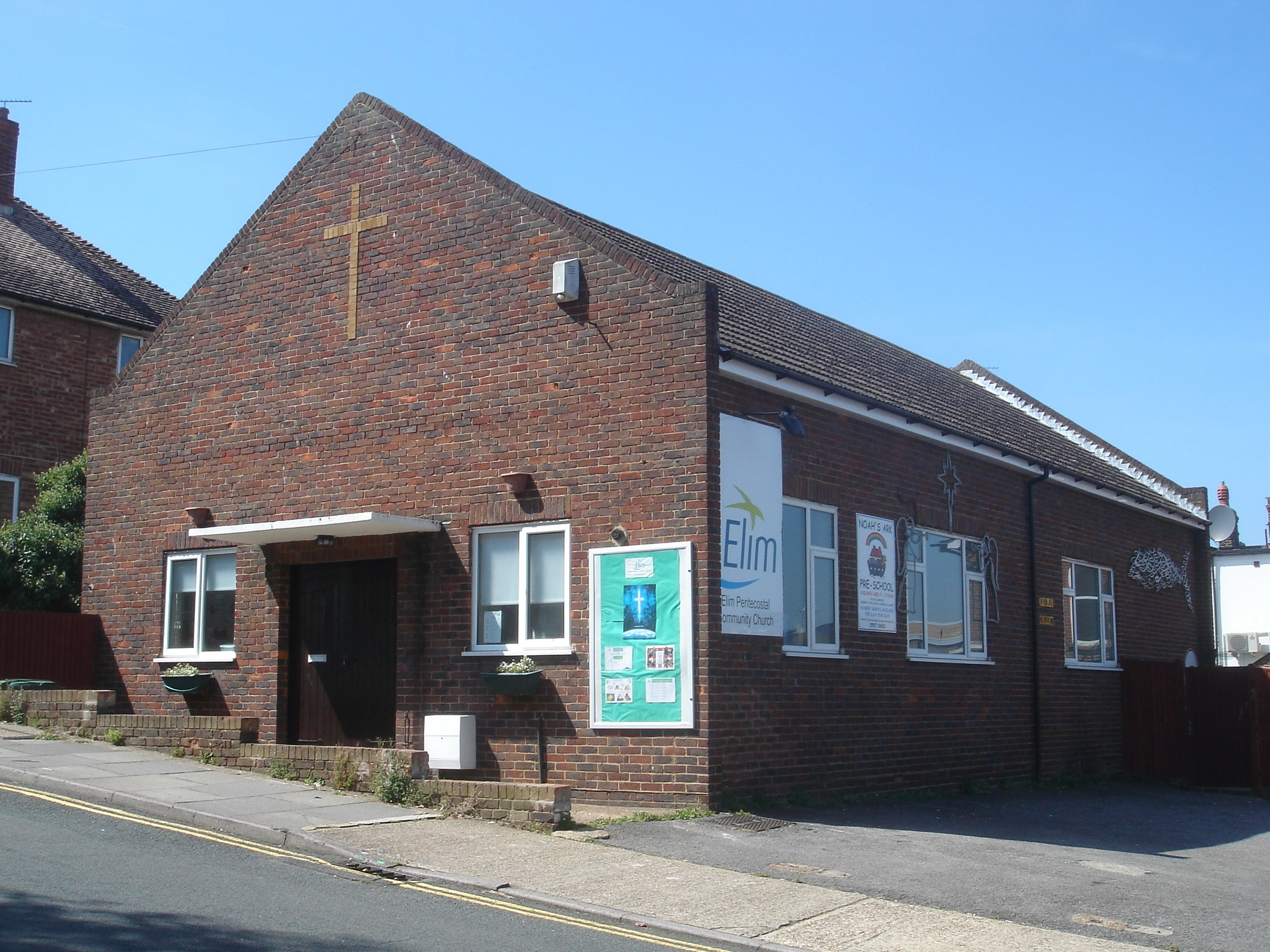
Zbór zielonoświątkowy Elim w Newhaven.

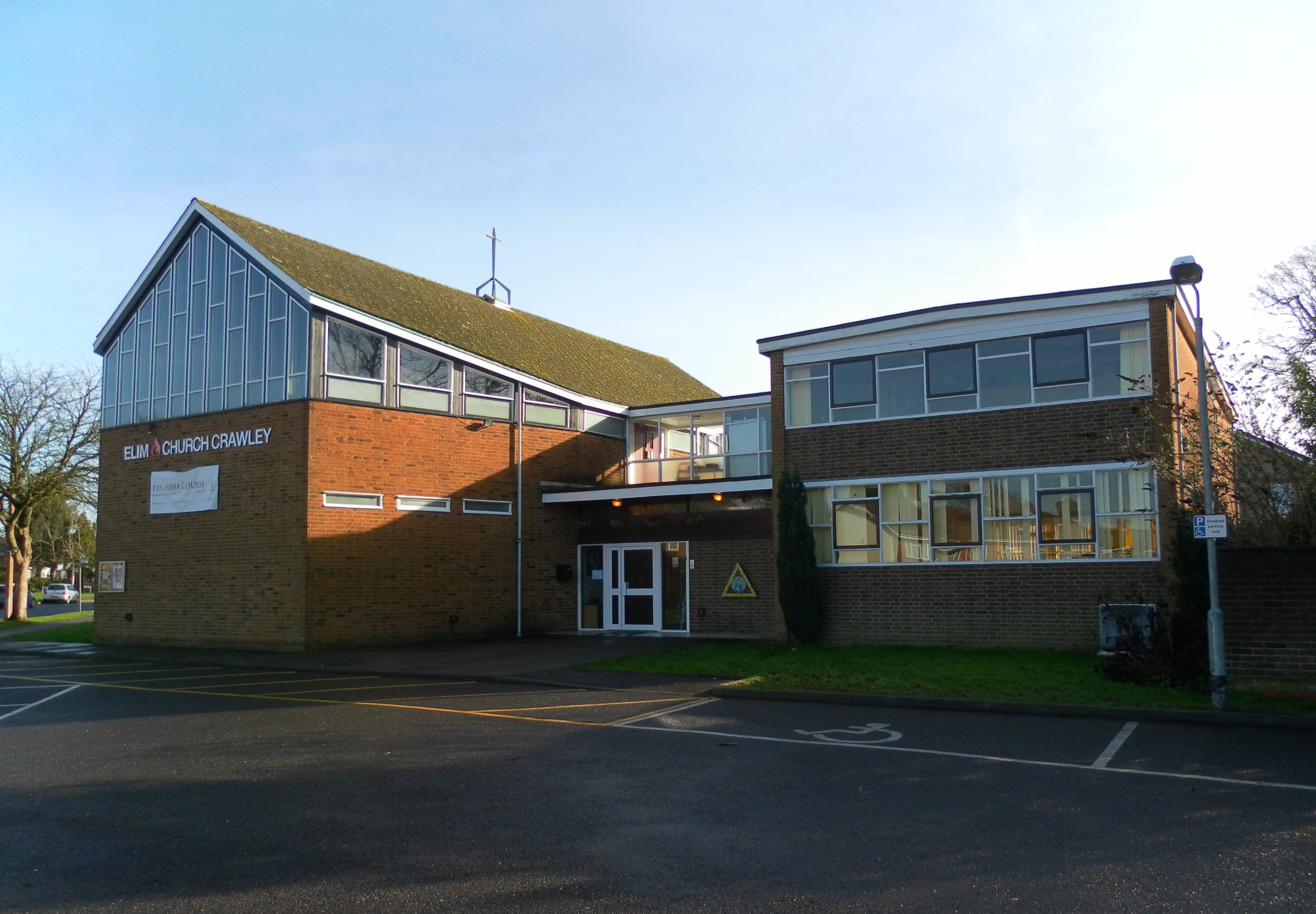
Zbór zielonoświątkowy Elim w Crawley.

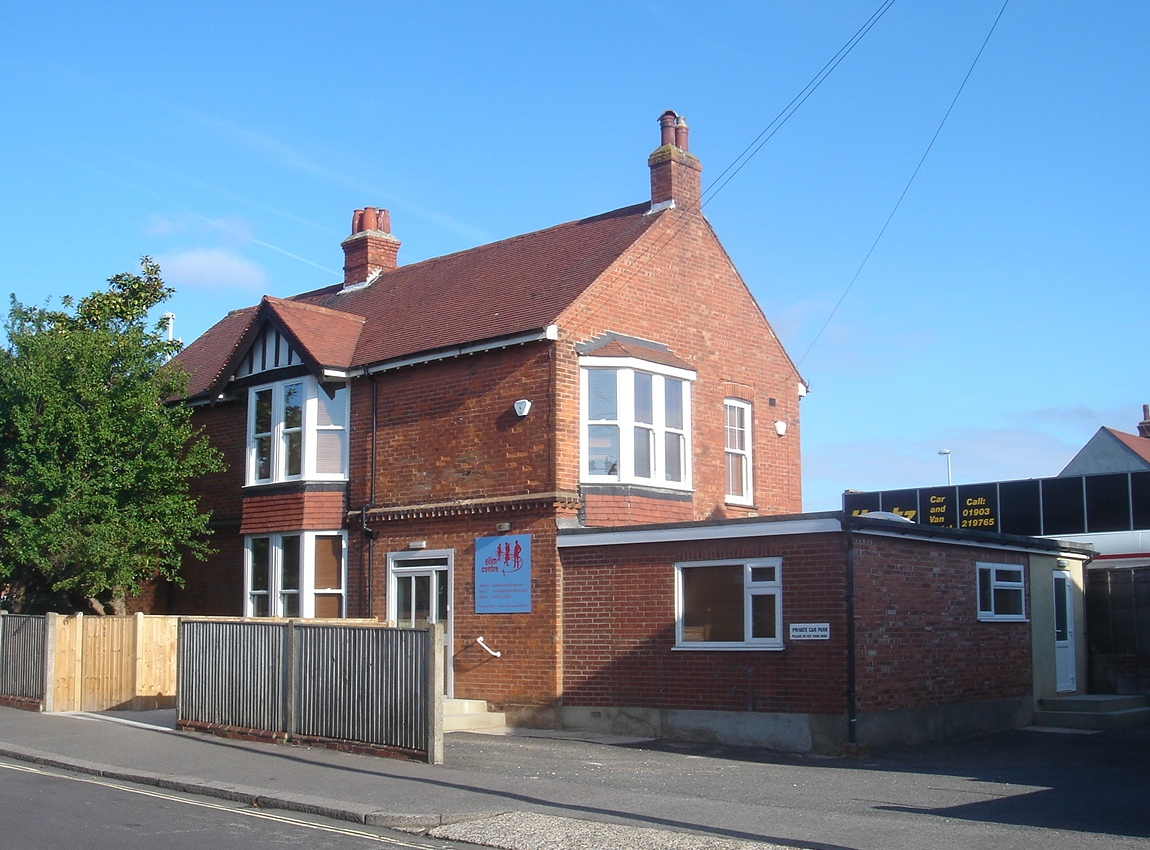
Zbór zielonoświątkowy Elim w Worthing.

Kościół Zielonoświątkowy Elim (ang. Elim Pentecostal Church) – chrześcijańskie wyznanie zielonoświątkowe założone w Wielkiej Brytanii w wyniku działalności ewangelizacyjnej braci Stephena i George'a Jeffreysów. Kościół Elim doświadcza stałego wzrostu i obecnie liczy ponad 550 kościołów w Wielkiej Brytanii i ponad 5 tys. na całym świecie.
Obaj bracia zostali zainspirowani przez przebudzenie walijskie (lata 1904-1907). Poza pracą w kopalni Stephen Jeffreys udzielał się jako ewangelista. Wkrótce stał się ewangelistą znanym w całym kraju. W 1914 roku wstąpił do szkoły biblijnej, by zostać następnie duchownym kongregacjonalnym. Już w wieku dwudziestu siedmiu lat był tak znanym, wybitnym i skutecznym ewangelistą, iż był w stanie zapełnić największe i najdroższe hale w Wielkiej Brytanii mogące pomieścić tysiące ludzi.
W 1915 roku George Jeffreys założył grupę ewangelizacyjną Elim Evangelistic Band, która w 1926 roku przekształciła się w Alians Zborów "Elim" znany obecnie jako Kościół Zielonoświątkowy Elim.
Nazwa "Elim" pochodzi z Księgi Wyjścia, kiedy Izraelici wyczerpani i przygnębieni ucieczką z okrutnej niewoli egipskiej przybyli do oazy na pustyni w Kanaanie zwanej Elim, gdzie było dwanaście źródeł wody i siedemdziesiąt palm:
I przybyli do Elim, gdzie było dwanaście źródeł wody i siedemdziesiąt palm; i tam nad wodą rozłożyli się obozem. 

## Przekonania
Przekonania Kościoła Zielonoświątkowego Elim zawarte są w ich wyznaniu wiary:

Zasady wiary:
1. Pismo Święte: Wierzymy, że Biblia jest natchnionym Słowem Bożym i że nikt nie może nic do niej dodać ani z niej ująć, chyba że na własną zgubę.
2. Trójca: Wierzymy, że Bóg istnieje odwiecznie w trzech osobach: Ojca, Syna i Ducha Świętego, i że te trzy osoby są jednym Bogiem.
3. Kościół: Wierzymy, że Kościół składa się z ludzi odrodzonych przez Ducha Świętego, i którzy stali się nowym stworzeniem w Chrystusie Jezusie.
4. Zbawiciel: Wierzymy, że wszyscy zgrzeszyli i brak im chwały Bożej, i że przez śmierć oraz moc zmartwychwstania Chrystusa wszyscy, którzy wierzą mogą być wybawieni od kary i z mocy grzechu.
5. Uzdrowiciel: Wierzymy, że nasz Pan Jezus Chrystus jest Uzdrowicielem ciała, i że każdy kto przychodzi w posłuszeństwie jego woli może oczekiwać Bożego uzdrowienia swojego ciała.
6. Chrzciciel: Wierzymy, że nasz Pan Jezus Chrystus chrzci Duchem Świętym, i że ten chrzest z towarzyszącymi mu znakami jest obiecany każdemu wierzącemu.
7. Nadchodzący Król: Wierzymy w osobisty i premilenarny powrót naszego Pana Jezusa Chrystusa, który przyjdzie, by zabrać do siebie Kościół, a następnie, by ustanowić swoje panowanie.
8. Owoc: Wierzymy, że każdy wierzący w Pana Jezusa Chrystusa jako Zbawiciela, winien wydawać dziewięcioraki owoc jego Ducha: miłość, radość, pokój, cierpliwość, uprzejmość, dobroć, wierność, łagodność, wstrzemięźliwość.
9. Dary: Wierzymy, że Kościół powinien starać się o dziewięć darów Ducha Świętego i je uzewnętrzniać: mądrość, poznanie, wiara, uzdrawianie, czynienie cudów, proroctwo, rozróżnianie duchów, języki, wykładanie języków.
10. Służba: Wierzymy, że Bóg ustanowił niektórych apostołami, niektórych prorokami, innych ewangelistami, innych pastorami i nauczycielami ku doskonaleniu świętych do dzieła posługiwania dla budowania Ciała Chrystusowego.
11. Stan przyszły: Wierzymy w wieczną świadomą szczęśliwość wszystkich prawdziwie wierzących w Chrystusa, a także w wieczne świadome przeżywanie kary przez wszystkich, którzy odrzucają Chrystusa.
12. Ustanowienia: Wierzymy w następujące ustanowienia: uczestniczenie w chlebie i winie na pamiątkę śmierci naszego Pana, chrzest wierzących przez zanurzenie, nakładanie rąk i namaszczenie chorych olejem.